# Zygia gigantifoliola
Zygia gigantifoliola är en ärtväxtart som först beskrevs av Robert Walter Schery, och fick sitt nu gällande namn av Maria de Lourdes Rico. Zygia gigantifoliola ingår i släktet Zygia och familjen ärtväxter. Inga underarter finns listade i Catalogue of Life.